# Optimum de Pareto
Pour les articles homonymes, voir Pareto.
Un optimum de Pareto est une allocation des ressources sans alternative, c'est-à-dire que tous les agents économiques sont dans une situation telle qu'il est impossible d'améliorer le sort de l'un d'entre eux sans réduire la satisfaction d'un autre. Concept majeur de la microéconomie, il porte le nom de l'économiste italien Vilfredo Pareto, qui l'a utilisé pour décrire un état de la société dans lequel on ne peut pas améliorer le bien-être d’un individu sans détériorer celui d’un autre.

## Concept d'optimum de Pareto

### Définition

Exemple de frontière d'efficacité de Pareto : si les situations préférables sont celles où f1 et f2 sont les plus faibles, le point C n'est pas sur la frontière de Pareto parce qu'il est dominé par les points A et B. Les points A et B sont tous les deux efficaces. Le front de Pareto est l'ensemble des optima de Pareto (graphiquement ce sont tous les points représentés par des carrés bleu foncé). La ligne rouge « en escalier » est la ligne qui délimite la portion du plan qui contient les points dominés. La ligne tiretée qui relie « en ligne droite » les optima de Pareto ne représente rien de particulier.

La notion d'optimum de Pareto permet de diviser en deux l'ensemble des états possibles de la société. On peut ainsi distinguer :
- ceux qui sont uniformément améliorables : il est possible d'augmenter le bien-être de certains individus sans réduire celui des autres ;
- ceux qui ne sont pas uniformément améliorables : l'augmentation du bien-être de certains individus implique la réduction du bien-être d'au moins un autre individu.

Ce sont les états entrant dans ce deuxième cas de figure que l'on désigne comme optima au sens de Pareto, ou optima de Pareto.
Mathématiquement, deux versions d'écriture d'une situation optimale au sens de Pareto existent. En effet, dans une population de taille n, en notant {\displaystyle \Omega } l'ensemble des allocations de ressources réalisables et {\displaystyle P} l'ensemble des allocations de ressources Pareto-optimales, alors l'allocation {\displaystyle x} fait partie de l'ensemble {\displaystyle P} si et seulement si :
- version faible : {\displaystyle \left\{y\in \Omega |y\succ _{i}x\quad \forall i\in \{1,\ldots n\}\right\}=\varnothing }
- version forte : {\displaystyle \left\{y\in \Omega |y\succcurlyeq _{i}x\quad \forall i\in \{1,\ldots n\}\ {\text{et}}\ \exists i\ {\text{tel que}}\ y\succ _{i}x\right\}=\varnothing }

### Optimum de Pareto et état souhaitable
De nombreux états possibles de la société sont également des optima de Pareto. La notion d'optimum de Pareto ne permet donc pas de les comparer : pour savoir lesquels sont les plus justes ou souhaitables, il est nécessaire de faire appel à d'autres critères d'évaluation, d'un point de vue qualitatif ou quantitatif.
Pour cette raison, une situation d’optimalité « au sens de Pareto » n’est pas nécessairement une situation socialement "juste". Pour prendre un exemple extrême, une société où toutes les richesses appartiennent à un seul homme est un optimum de Pareto, car transférer une partie de ses richesses à d’autres personnes réduirait le bien-être d’au moins un individu. Par ailleurs, dans cette même situation, s’il devient possible de faire des changements qui augmenteraient le stock total de richesses de la société sans retirer de capital à cet homme, alors la situation n'est plus Pareto-optimale. Toujours dans cette même situation, attribuer un accroissement de capital dans la société à cet homme-là uniquement (au lieu de l'attribuer à ceux qui n'ont rien) recrée un optimum de Pareto.
Il convient donc d’employer une terminologie rigoureuse et de parler d'état efficace « au sens de Pareto ». Un optimum de Pareto est une notion minimale de mesure d'efficacité; elle permet dans certains cas de donner une indication sur la direction générale de mesures à prendre, ou d'éviter de grossières erreurs de décision.

## Utilisations du concept

### Utilitarisme
La notion d'optimum de Pareto est distincte du critère utilitariste de comparaison des états possibles de la société. Celui-ci, aussi appelé principe du plus grand bonheur, prend en effet en considération le « bonheur global » de la société, conçu comme une mesure globale du bien-être de tous les individus, et déclare qu'un état de la société est moralement préférable à un autre si son bonheur global est plus grand que le bonheur global dans le second état de société. Ce bonheur global peut être évalué de multiples façons (à travers une fonction d'évaluation), suivant les éléments qu'on prend en compte et le poids qu'on leur accorde.
Le critère de Pareto et le critère utilitariste sont compatibles, au sens où si un état A est plus efficace qu'un état B au sens de Pareto, alors il l'est aussi au sens utilitaire. En effet, le bien-être de chaque individu étant au moins aussi grand en A qu'en B, c'est a fortiori vrai pour le bien-être total des individus; ceci traduit juste la banalité arithmétique: si X≥x et Y≥y, alors X+Y≥x+y — en termes plus formels : l'utilitarisme est une extension linéaire de l'ordre partiel de Pareto.
Le critère utilitariste a l'avantage sur le critère de Pareto de permettre de toujours comparer deux états, car il mesure la "qualité" d'un état par un nombre réel représentant le bien-être total (or deux nombres réels peuvent toujours être comparés).
Cet avantage du critère utilitariste a une contrepartie : alors que tout le monde peut raisonnablement s'accorder sur le fait que si un état A est plus efficace qu'un état B au sens de Pareto, alors il est préférable absolument (puisque tout le monde va au moins aussi bien en A qu'en B), ce n'est plus si évident pour le critère utilitariste : l'état A peut être préférable à B même si certains individus ont un bien-être supérieur en B qu'en A, ceci parce que cette baisse de bien-être de certains est plus que compensée, dans l'évaluation globale des bien-être de tous les individus, par l'accroissement du bien-être d'autres.
De façon plus imagée, en assimilant simplement le bien-être d'un travailleur au montant de sa paie, et le bonheur global à la somme de ces montants :
- payer tous les travailleurs 10 euros de plus conduit à un état plus efficace, que ce soit au sens de Pareto ou utilitaire; et cela ne fera sans doute pas de mécontents ;
- payer 100 euros de moins 10 % des travailleurs et 15 euros de plus les 90 % restants conduit à un état plus efficace au sens utilitaire (car 15 × 90 > 100 × 10) ; mais cela fera sans doute des mécontents. Ce nouvel état est incomparable au sens de Pareto avec le précédent.

Ceci provient tout simplement du fait qu'il existe de nombreux critères permettant d'évaluer le bonheur global dans différentes situations --réelles ou hypothétiques, et donc de prendre des décisions politiques: le choix de tel ou tel critère ou le poids qu'on lui accorde est un choix moral qui fait, fatalement, des mécontents. 

Un autre exemple notable de critère compatible avec celui de Pareto est de mesurer le bien-être d'une population au bien-être de ses individus les plus "malheureux".
À remarquer qu'il existe aussi des critères non compatibles avec Pareto, qui peuvent cependant être trouvés plus « justes » par certains. C'est, par exemple, le cas d'un critère égalitariste qui mesurerait le bien-être d'une population par l'écart moyen des bien-être de ses individus: selon ce critère, un état où 10 % des individus possèdent 90 % des richesses serait moins souhaitable qu'un état où chacun possède approximativement la même part de richesse, même si la richesse totale dans le premier cas est bien supérieure à celle du second cas.

### Économie néoclassique
En vertu du premier théorème du bien-être, un équilibre général en concurrence parfaite est un optimum de Pareto. C’est la référence à atteindre chez les néoclassiques, bien qu'ici encore, la non-unicité d'un tel équilibre rende nécessaire le recours à des critères externes (valeur accordée à tel ou tel aspect de la société) pour juger quel équilibre est préférable.